# Pocahontas

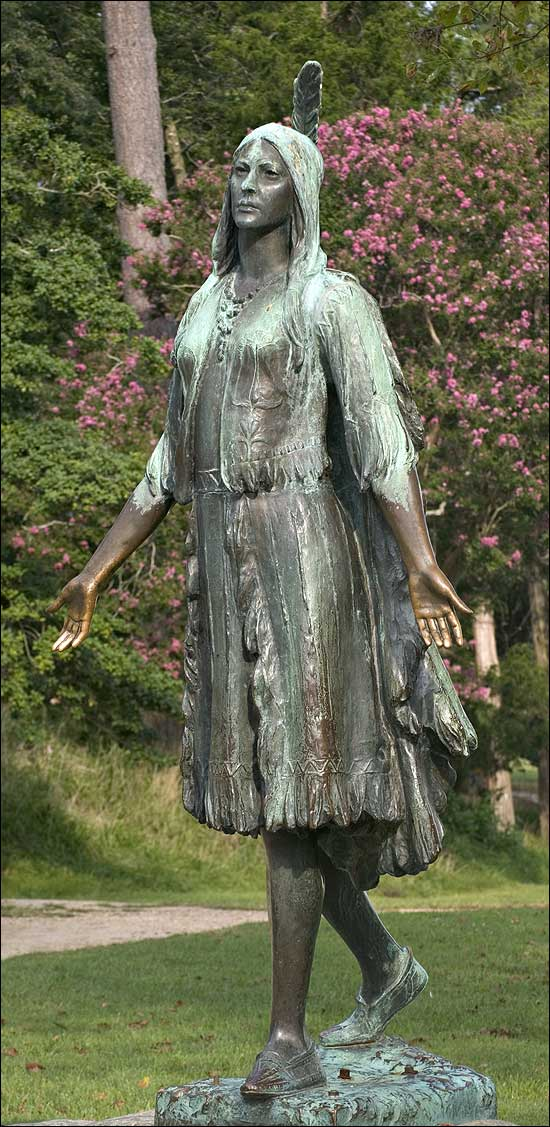
Pomnik Pocahontas w Jamestown

Pocahontas (ur. ok. 1595 na terenie stanu Wirginia, obecnie USA, zm. 21 marca 1617 w Gravesend w Anglii) – północnoamerykańska Indianka, której życie stało się kanwą dla wielu romantycznych historii.
Należała do plemienia z grupy Powatanów. W młodości nawiązała kontakt z Anglikami. Wyszła za mąż za jednego z nich, co zapewniło pokój między jej ludem a Wirginijskimi kolonistami. Następnie wyjechała do Anglii, by tam rozwijać stosunki rdzennych Amerykanów z Anglikami i tam zmarła.

## Imię
Nosiła imię Matoaka (Białe Piórko). Pocahontas (Mała Psotnica lub Łobuziak) było jej przydomkiem z okresu dzieciństwa. Po małżeństwie z Johnem Rolfem przyjęła imię i nazwisko Rebecca Rolfe.

## Życiorys
Była jedną z wielu córek Powatana, wodza Federacji Powatańskiej, kontrolującego tereny obecnej Wirginii.
Kolonista John Smith twierdził, że Pocahontas uratowała go od śmierci z rąk Powatanów w grudniu 1607 roku. Jego relacja ukazała się w 1624, już po wizycie Pocahontas w Anglii. Niektórzy historycy uznają to źródło za wiarygodne, inni odmawiają mu wiarygodności. Brak jest potwierdzenia tego zdarzenia w innych materiałach źródłowych. Niektóre inne historie opowiadane przez Smitha są nieprawdziwe. Sam Smith wspomina o Pocahontas jedynie w książce Generall Historie of Virginia opublikowanej w 1624, a to samo zdarzenie nie jest w ogóle opisane w jego tekście z 1612 Map of Virginia (oba teksty dotyczą tej samej tematyki i zawierają podobne treści).
W kwietniu 1613 roku Pocahontas została ujęta i uwięziona przez kapitana Samuela Argalla z Jamestown. Miała wówczas około 17 lat i od kilku lat była mężatką, jej mężem był członek jej plemienia imieniem Kokum. Anglicy chcieli wymienić ją na własnych ludzi przetrzymywanych przez Powhatana. Do wymiany nie doszło, jednak od tego momentu życie Pocahontas uległo radykalnej zmianie. Anglikom bardzo zależało na tym, by dokonała konwersji, nauczyła się angielskiego i została ochrzczona przez Aleksandra Whitakera, przyjmując imię Rebecca.  Za zgodą ojca i gubernatora Thomasa Dale’a wzięła 5 kwietnia 1614 roku ślub z młodym wdowcem, plantatorem tytoniu, Johnem Rolfem i przyjęła nazwisko męża. Małżeństwo nie stało się przyczyną wymiany jeńców, jednak zapewniło pokój między kolonistami a plemieniem aż do śmierci Powhatana w 1618 roku. Pocahontas i John Rolfe mieli syna, urodzonego w 1615 roku, któremu nadano imię Thomas.
W roku 1616 wyjechała z mężem i kilkoma innymi rdzennymi Amerykanami do Anglii. Wyprawa była finansowana przez Kompanię Wirgińską, a jej celem była reklama działań firmy i pozyskanie dodatkowego finansowania inicjatyw przedsiębiorstwa. Została tam obwołana „indiańską księżniczką”, co miało przekonać Europejczyków, że Indie Zachodnie są bezpiecznym i przyjaznym miejscem, które bez obaw można kolonizować. Pocahontas spotkała się nawet z królową Anną Duńską i z jej mężem królem Jakubem I. W 1617 roku w trakcie przygotowań do powrotu zmarła. Pochowano ją w Anglii przy kościele św. Jerzego w Gravesend.

## Książki o Pocahontas
- Susan Donnell „Księżniczka Pocahontas”
- Mari Hanes „Pocahontas prawdziwa księżniczka”
- Thomas Scherer „Pocahontas”
- Virginia Carter Castleman, „Pocahontas"

## Filmy o Pocahontas
- Pocahontas and John Smith (1924)
- Captain John Smith and Pocahontas (1953)
- Młoda Pocahontas (1994)
- Pocahontas (1995)
- Pocahontas 2: Podróż do Nowego Świata (1998)
- Pocahontas: The Legend (1999)
- Podróż do Nowej Ziemi (2005)